# Тепуї (рід птахів)
Тепу́ї (Nannopsittaca) — рід папугоподібних птахів родини папугових (Psittacidae). Представники цього роду мешкають в Південній Америці.

## Види
Виділяють два види:
- Тепуї венесуельський (Nannopsittaca panychlora)
- Тепуї перуанський (Nannopsittaca dachilleae)

## Етимологія
Наукова назва роду Nannopsittaca походить від сполучення слів дав.-гр. ναννος — дрібний і папуга — щока.